# 山口健太
山口 健太（やまぐち けんた、1994年8月17日 - ）は、日本の元ラグビー選手。

## プロフィール
- 東京都出身[1]。
- ポジションはロック(LO)、フランカー(FL)。
- 身長 185cm、体重 98kg

## 略歴
2013年、東京高校卒業後、帝京大学に入る。なお東京高校時代、高校日本代表候補に選ばれたことがある。
2017年、帝京大学卒業後、トヨタ自動車ヴェルブリッツに加入。
2018年、現役を引退した。

## MV出演
- Carnavacation「だれも知らない」[5]。